# 島田空襲
島田空襲（しまだくうしゅう）は、太平洋戦争末期の1945年（昭和20年）7月26日に、静岡県志太郡島田町（現：島田市）に対して行われたアメリカ軍による空襲である。

## 空襲
1945年7月26日8時30分頃、北方から志太郡島田町上空にB-29が1機飛来して爆弾を投下し、その爆弾は島田町の扇町で爆発した。この爆発により、35名（島田町民33名、ほか2名）が即死した。また『島田市史』によれば、即死者のほかに負傷者150余名、全壊家屋60戸、半壊家屋65戸、小破家屋300余戸の被害であった。

## 経緯
アメリカの第20空軍司令部が作成した『作戦任務報告書』(Tactical Mission Report) によれば、原子爆弾投下の訓練のため、第509混成部隊が模擬爆弾を投下する作戦任務を行っていた。使用された模擬爆弾はパンプキン爆弾と呼ばれる、原子爆弾と同じ弾道で落下して空中爆発するよう製造されたものである。原子爆弾の目標都市の把握のためその周辺をパンプキン爆弾の目標として、1945年7月からB-29を用いて出撃が行われた。
アメリカ軍は新潟市を原子爆弾による攻撃目標の一つとしており、その訓練用目標として富山市の軍需工場などを選定していた。また、第二目標を「臨機の任意の市街地目標の中心」としていた。富山市の目標へは、はじめ7月20日に投下したが、目標を外したため、再度7月26日の目標となった。7月26日、6機が富山市に向かって出撃したが、富山市上空は雲に覆われ、各機別の目標に投下することとなった。このうち1機が島田（北緯34度50分 東経138度11分 / 北緯34.833度 東経138.183度）に目視爆撃を行った。アメリカ軍は爆発後の写真から市街地の周縁部で爆発したことを確認している。
島田に投下した理由について、『原爆投下訓練と島田空襲』では『作戦任務報告書』の航路図を参考に、富山市からテニアン島への帰路で偶然見つけた市街地に投下したのではないかと推測している。また、海軍技術研究所島田実験所との関係について、島田が一般攻撃の「攻撃目標都市」に挙げられていないことなどから、無関係だろうと推測している。
日本の降伏後の11月、米国戦略爆撃調査団により、パンプキン爆弾を投下した地点の1つとして島田の市街地が調査された。

## 慰霊

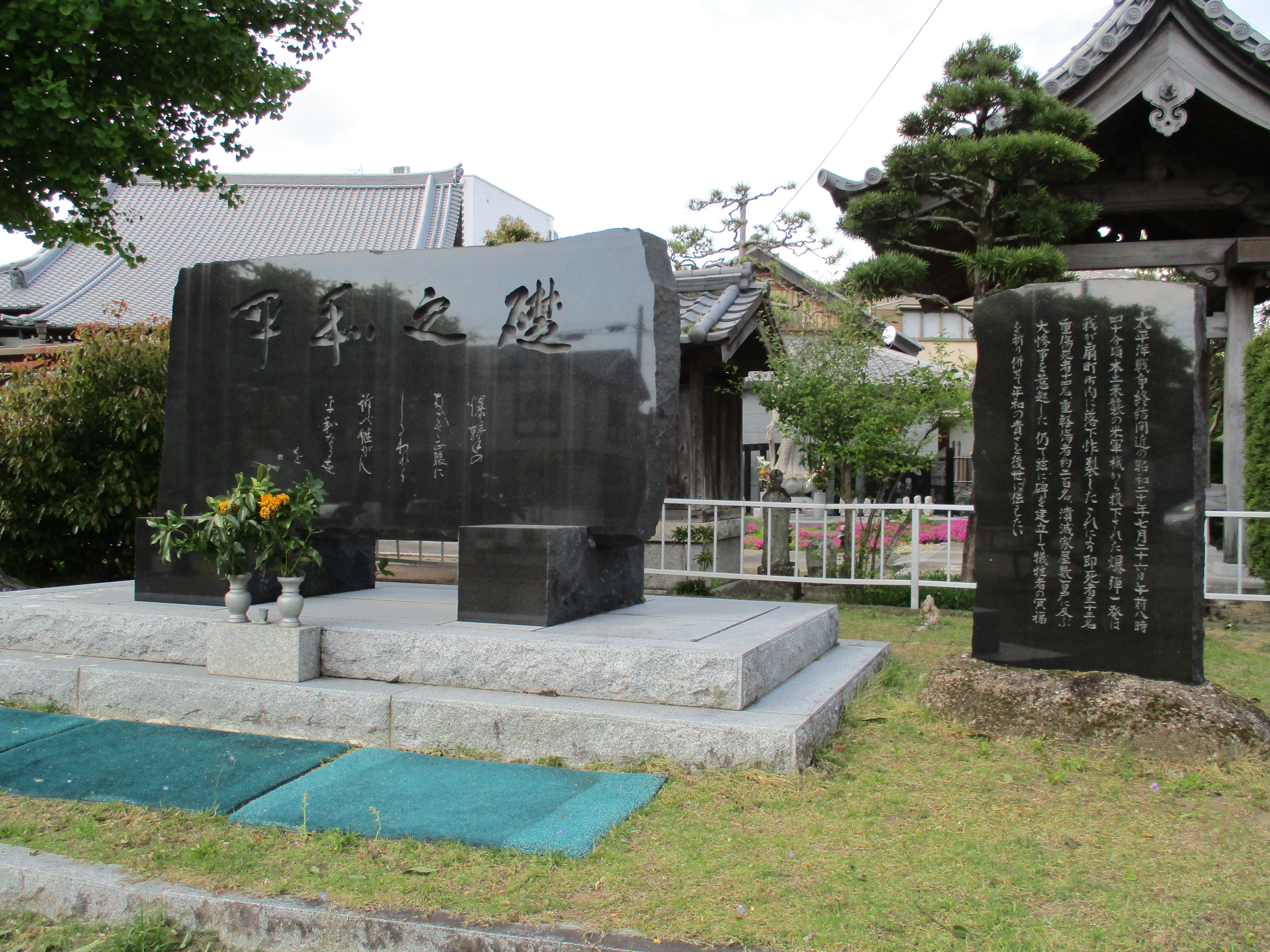
平和之礎

空襲から1年後の1946年7月26日、普門院の発願によって合同追善供養が行われた。1971年7月25日に扇町の町内会の発起により行われた追善供養では、即死者と治療を受けたものの死亡した者合わせて40名の塔婆が建てられた。
普門院の南側に整備された扇町公園に、平和を祈念する石碑「平和之礎」が建てられている。遺族や縁故者、扇町町内会、島田市によって、1981年5月17日に建立された。石碑には追善供養が行われた39名に8名を加えた47名の犠牲者の氏名が刻まれている。うち、即死者33名、重症死者14名としている。
島田市は2002年から例年7月26日に扇町公園の平和之礎の前で「島田空襲被爆者慰霊のつどい」を行っている。

## 遺跡
爆弾の破片の一部（長さ約32センチメートル）を島田市博物館が収蔵している。
爆弾の破片により一部が欠けた普門院の門柱が2009年現在も使われている。
平和之礎の横に立つイチョウは、爆風を受けたものの2009年現在も生い茂っている。